# گورستان روستای بناف
قبرستان روستای بناف مربوط به هخامنشی است و در شهرستان کازرون، بخش خشت و کمارج، دهستان کمارج، شمال روستای بناف واقع شده و این اثر در تاریخ ۳۰ بهمن ۱۳۸۶ با شمارهٔ ثبت ۲۰۹۴۰ به‌عنوان یکی از آثار ملی ایران به ثبت رسیده است.